# Mary-Kay Wilmers
Mary-Kay Wilmers (geboren am 19. Juli 1938 in Chicago, Vereinigte Staaten) ist eine britische Publizistin und war von 1992 bis 2021 Herausgeberin der London Review of Books.

## Leben
Mary-Kay Wilmers wuchs in New York City auf. Ihr Vater kam aus einer deutsch-englischen, bürgerlichen Familie, ihre Mutter aus der russisch-jüdischen Familie der Eitingon, darunter der Leipziger Rauchwarenhändler Chaim Eitingon und dessen Sohn, der Psychoanalytiker Max Eitingon. Wilmers veröffentlichte 2009 eine Familiengeschichte The Eitingons: A Twentieth Century Story, die 2013 auch auf Französisch erschien.
Nach dem Krieg leitete ihr Vater in Belgien ein Energieunternehmen, und sie besuchte in Brüssel eine französischsprachige Schule und in England ein Internat. Danach studierte sie ab 1957 moderne Sprachen am St Hugh's College in Oxford. 1968 heirateten Wilmers und der Regisseur Stephen Frears, sie haben zwei Söhne, wurden aber bereits in den 1970er Jahren geschieden. Der Sohn Sam, mit dem sie heute (2015) in Primrose Hill lebt, hat das Riley-Day-Syndrom. Als Nanny war von 1982 bis 1989 Nina Stibbe bei ihr beschäftigt. Stibbes Buch über diese Zeit wurde 2013 in England ein Bestseller und wurde mit einem Script von Nick Hornby 2015 von der BBC verfilmt. Helena Bonham Carter spielt darin die Rolle von Mary-Kay Wilmers.
Ab 1960 arbeitete sie im Verlag Faber & Faber und sorgte dort für die Herausgabe von Eva Figes’ Freud-Buch Patriarchale Gewohnheiten, womit die feministische Literatur der 1970er Jahre in England einen Anfang nahm. Seit 1970 arbeitete sie bei Karl Miller in der Literaturzeitschrift der BBC The Listener und war auch kurzzeitig beim The Times Literary Supplement (TLS) beschäftigt. Sie ging zu Miller, als dieser 1979 nach der Schließung des TLS mit Unterstützung des New York Review of Books (NYREV) den London Review of Books (LRB) gründete. Als der NYREV bereits 1980 sein Engagement zurückfuhr, wurde Wilmers mit Geld aus ihrem väterlichen Erbe Teilhaberin des LRB und erwarb im Laufe der Zeit die Anteilsmehrheit.
Wilmers wurde 1988 Mitherausgeberin und 1992 alleinige Herausgeberin des LRB, der stark defizitär arbeitet und aus dem Familienvermögen Wilmers subventioniert wird, die Darlehen der Familie werden nach 35 Jahren auf £35 Millionen geschätzt. Als literarische Herausgeberin hat sie den Karrierestart einer Reihe von Autoren positiv beeinflusst: Julian Barnes, Alan Bennett, Seamus Heaney, Alan Hollinghurst, John Lanchester, Ian McEwan, Craig Raine, Salman Rushdie, Colm Tóibín, Tariq Ali. Die politische Linie LRB war uneinheitlich. Wilmers gab Kritikern der britischen Beteiligung am Irakkrieg 2003 ebenso Platz wie auch Kritikern der israelischen Politik.
2008 editierte Andrew O’Hagan mit Bad Character ein Buch zum 70. Geburtstag Wilmers. 2015 zog sich Wilmers aus dem operativen Geschäft beim LRB zurück. 2021 trat sie als Herausgeberin zurück.  2018 wurde sie als Ehrenmitglied in die British Academy gewählt.